# 德國在歐洲青少年歌唱大賽之歷年表現
德國在歐洲青少年歌唱大賽的參賽歷史始於在波蘭華沙舉辦的2020年第十八屆歐洲青少年歌唱大賽，到2024年最近一次參賽為止已參加了4次大賽。該國的選拔與參賽事宜由歐洲廣播聯盟（EBU）正式會員德國公共廣播聯盟（ARD）和德國電視二台（ZDF）合資管理的KiKa負責處理。

## 歷史
德國最初本來是2003年首屆歐洲青少年歌唱大賽的參賽國之一，但後來撤賽。德國也曾計畫參加2004年大賽但最後也以撤賽告終。除此之外，北德廣播公司（NDR）曾轉播過2003年、2015年和2016年的大賽，前一者是在KiKa上延時放送，後兩者則是在NDR的歐洲歌唱大賽專頁eurovision.de上現場轉播，並有湯馬士·莫爾（Thomas Mohr）擔任評論員。
2014年，NDR宣布德國不會在2014年的大賽中首次亮相，因為他們認為根據德國電視營銷標準認定轉播大賽不會達標，然而他們曾派出代表團前往烏克蘭基輔觀察2013年大賽，ZDF之後也視察了2014年大賽。2015年6月2日，NDR在其隸屬的ARD發起了一項在線投票，以決定德國是否應該參加歐洲青少年歌唱大賽，該投票結果將在KiKa上公布。最終投票沒有通過，德國也沒有參賽。
2019年12月，KiKa宣布他們與NDR組成的代表團將前往在波蘭格利维采舉辦的2019年大賽，並以觀眾的身份親自體驗大賽。KiKa同時強調雖然已與EBU密切討論過，他們還沒決定德國是否參加下一年的大賽。
2020年7月6日，KiKa證實了NDR和ZDF將共組代表團參加在華沙舉行的2020年大賽。雖然德國的首位參賽代表蘇珊·奧塞洛夫在2020年11月29日的大賽上以66分慘遭墊底，德國依然確定參加在法國的2021年大賽。2021年9月10日，保琳·史坦穆勒被宣布將以歌曲〈想像我們〉代表德國參賽。在大賽上，德國以61分在19國中排行第17名。
2022年8月2日，KiKA和NDR證實德國將不參加在亞美尼亞葉里溫舉行的2022年大賽，除了希望有一段「創意休息期」以外，也引用了德國聯邦外交部對亞美尼亞發出的部分旅遊警示作為原因之一。KiKA同時也證實他們一樣會轉播這次大賽，並希望能在2023年回歸參賽。

## 參賽者
以下是代表德國參加大賽的所有選手與歌曲的列表，其中文名稱皆非官方中譯：
| ◁ | 墊底 |

| 年份   | 參賽選手                          | 歌曲                                          | 語言       | 排名     | 得分     |
| ------ | --------------------------------- | --------------------------------------------- | ---------- | -------- | -------- |
| 2020年 | 蘇珊·奧塞洛夫 Susan Oseloff       | 〈有你更堅強〉 〈Stronger with You〉          | 德语、英語 | 12 ◁     | 66       |
| 2021年 | 保琳·史坦穆勒 Pauline Steinmüller | 〈想像我們〉 〈Imagine Us〉                   | 德語、英語 | 17       | 61       |
| 2022年 | 沒有參賽                          | 沒有參賽                                      | 沒有參賽   | 沒有參賽 | 沒有參賽 |
| 2023年 | 菲雅 Fia                          | 〈無須言語〉 〈Ohne Worte〉                   | 德語       | 9        | 107      |
| 2024年 | 比亞內 Bjarne                     | 〈把最好的留給我們〉 〈Save the Best for Us〉 | 德語、英語 | 11       | 71       |

## 評論員與唱票員
在參賽之前，德國曾轉播過三次大賽。
| 年份          | 放送頻道 | 評論員                     | 唱票員                          | 參考          |
| ------------- | -------- | -------------------------- | ------------------------------- | ------------- |
| 2003年        | KiKa     | 未知                       | 沒有參賽                        | [ 3 ]         |
| 2004年–2014年 | 沒有轉播 | 沒有轉播                   | 沒有參賽                        |               |
| 2015年        | NDR網站  | 湯馬士·莫爾（Thomas Mohr） | 沒有參賽                        | [ 15 ]        |
| 2016年        | NDR網站  | 湯馬士·莫爾（Thomas Mohr） | 沒有參賽                        | [ 5 ]         |
| 2017年–2019年 | 沒有轉播 | 沒有轉播                   | 沒有參賽                        |               |
| 2020年        | KiKa     | 伯格·拉斯·迪特里希         | 奧莉薇亞（Olivia）              | [ 16 ] [ 17 ] |
| 2021年        | KiKa     | 康斯坦丁·佐勒              | 薇妮提亞（Venetia）             | [ 18 ] [ 19 ] |
| 2022年        | KiKa     | 康斯坦丁·佐勒              | 沒有參賽                        | [ 20 ] [ 21 ] |
| 2023年        | KiKa     | 康斯坦丁·佐勒              | 薇薇安·克雷格（Vivienne Craig） | [ 22 ]        |
| 2024年        | KiKa     | 康斯坦丁·佐勒              | 未知                            | [ 23 ] [ 24 ] |

## 註記和參考資料

### 註記
1. ↑  含部分法語、英語和西班牙語歌詞，演唱時同時使用德國手語（英语：German Sign Language）翻譯。[14]